# Grand-Prix-Saison 1911

Sieger in Frankreich: Victor Hémery.

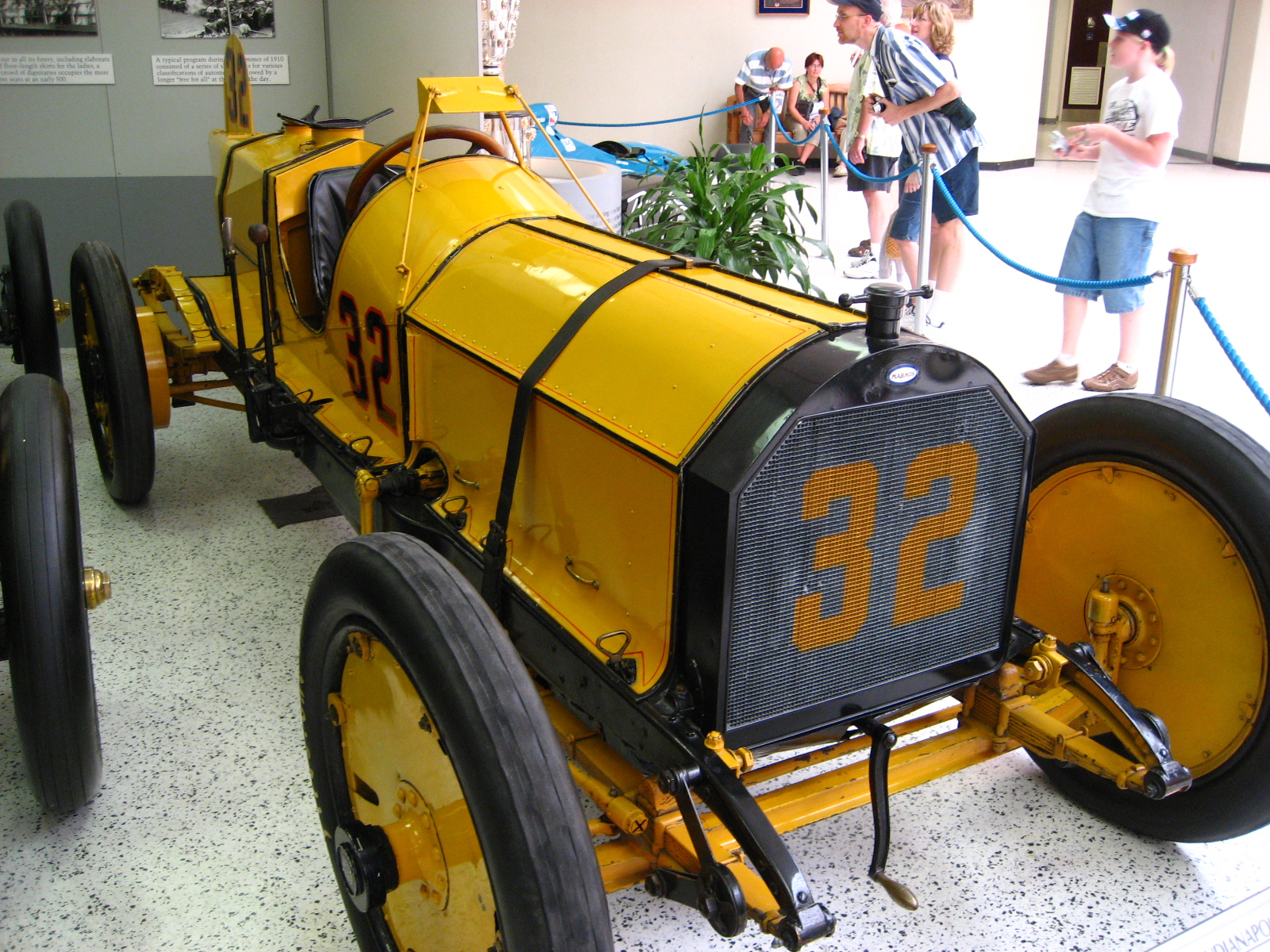
Ray Harrouns Siegerwagen beim ersten Indy 500, die Marmon Wasp.

Wie in den beiden Jahren zuvor wurde auch in der Motorsport-Saison 1911 kein Grand Prix de l’ACF veranstaltet. Bei dem im Unterschied dazu als Grand Prix de France auf dem Circuit de la Sarthe in Le Mans handelte es sich dagegen um ein vom lokalen Automobile Club de l’Ouest ausgetragenes Rennen von geringer internationaler Bedeutung.
Es fanden sieben bedeutende Rennen statt, fünf davon in den USA. In Europa waren die Targa Florio auf Sizilien die bedeutendste Veranstaltung.

## Rennkalender
| Datum  | Rennen                             | Strecke                       | Sieger                                | Statistik |
| ------ | ---------------------------------- | ----------------------------- | ------------------------------------- | --------- |
| 14.05. | Targa Florio                       | Grande circuito delle Madonie | Giovanni „Ernesto“ Ceirano (S.C.A.T.) | Statistik |
| 30.05. | International 500 Mile Sweepstakes | Indianapolis Motor Speedway   | Ray Harroun (Marmon)                  | Statistik |
| 23.07. | Grand Prix de l’ACO                | Circuit de la Sarthe          | Victor Hémery (Fiat)                  | Statistik |
| 26.08. | Elgin National Trophy              | Elgin Road Race Course        | Len Zengel (National)                 |           |
| 14.10. | Dick Ferris Trophy                 | Santa Monica Road Race Course | Harvey Herrick (National)             |           |
| 27.11. | Vanderbilt Cup                     | Savannah-Effingham Raceway    | Ralph Mulford (Lozier)                | Statistik |
| 30.11. | Großer Preis von Amerika           | Savannah-Effingham Raceway    | David Bruce-Brown (Fiat)              | Statistik |